# Koto Ranah (Koto Besar)
Koto Ranah is een bestuurslaag in het regentschap Dharmasraya van de provincie West-Sumatra, Indonesië. Koto Ranah telt 4246 inwoners (volkstelling 2010).